# 48:13
48:13 é o quinto álbum de estúdio da banda inglesa Kasabian, lançado em junho de 2014.

## Faixas
Todas as canções foram escritas e compostas por Sergio Pizzorno.
| N.º | Título         | Duração |  |
| 1.  | "(shiva)"      | 1:07    |  |
| 2.  | "bumblebeee"   | 4:01    |  |
| 3.  | "stevie"       | 4:45    |  |
| 4.  | "(mortis)"     | 0:48    |  |
| 5.  | "doomsday"     | 3:40    |  |
| 6.  | "treat"        | 6:53    |  |
| 7.  | "glass"        | 4:48    |  |
| 8.  | "explodes"     | 4:18    |  |
| 9.  | "(levitation)" | 1:19    |  |
| 10. | "clouds"       | 4:45    |  |
| 11. | "eez-eh"       | 3:00    |  |
| 12. | "bow"          | 4:27    |  |
| 13. | "s.p.s"        | 4:22    |  |

| Faixas Bônus das Edições de Luxo e Japonesa |            |         |  |
| N.º                                         | Título     | Duração |  |
| 14.                                         | "beanz"    | 4:40    |  |
| 15.                                         | "gelfling" | 3:15    |  |

## Créditos

### Kasabian
- Tom Meighan - Vocais
- Sergio Pizzorno - Guitarra, vocais, sintetizadores, baixo, produção, piano, bateria programada
- Chris Edwards - Baixo
- Ian Matthews - Bateria, percussão
- Tim Carter - Guitarra, percussão, bateria programada adicional

### Músicos complementares
- Ben Kealey - Wurlitzer em "treat", Piano em "clouds"
- Gary Alesbrook - Trompete em "stevie", "treat" e "s.p.s"
- Trevor Mires - Trombone em "stevie", "treat" e "s.p.s"
- Andrew Kinsman - Saxofone em "stevie", "treat" e "s.p.s"
- Suli Breaks - Vocal adicional em "glass" [2]
- London Metropolitan Orchestra - Cordas
- Jessica Dannheisser - Orquestração